# Vinabayesius arenicola
Espèce
Synonymes
- Rowlandius arenicola Teruel, Armas & Rodríguez-Cabrera, 2012

Vinabayesius arenicola est une espèce de schizomides de la famille des Hubbardiidae.

## Distribution
Cette espèce est endémique de la province de Cienfuegos à Cuba. Elle se rencontre vers Cumanayagua et Cienfuegos à proximité de la côte.

## Description
Le mâle holotype mesure 3,69 mm et la femelle paratype 3,86 mm.
Les mâles mesurent de 3,4 à 3,7 mm et les femelles de 3,6 à 3,9 mm.

## Systématique et taxinomie
Cette espèce a été décrite sous le protonyme Rowlandius arenicola par Teruel, Armas et Rodríguez-Cabrera en 2012. Elle est placée dans le genre Vinabayesius par Teruel et Rodríguez-Cabrera en 2021.

## Publication originale
- Teruel, Armas & Rodríguez-Cabrera, 2012 : « Adiciones a los esquizómidos de Cuba central, con la descripción de cuatro nuevos Rowlandius Reddell & Cokendolpher 1995 (Schizomida:Hubbardiidae). » Revista Iberica de Aracnologia, vol. 21, p. 97-112 (texte intégral).